# Товщина пластичного шару
Товщина пластичного шару (рос. толщина пластического слоя, англ. plastic layer thickness, нім. Dicke f der plastischen Schicht) – одна з класифікаційних ознак вугілля, яка характеризує спікливість вугілля. Визначається як максимальна відстань між поверхнями розділу “вугілля – пластична маса – напівкокс” при нагріванні вугілля без доступу повітря у апараті Л.М.Сапожникова. Найбільші значення Т.п.ш. характерні для коксівного вугілля середніх стадій метаморфізму: жирне  y = 17-38 мм, коксівне y = 13-28 мм. Довгополуменеве, пісне вугілля та антрацит мають “у” нижче за 6 мм (в апараті Л.М.Сапожникова не визначається).